# Creazione e Peccato originale

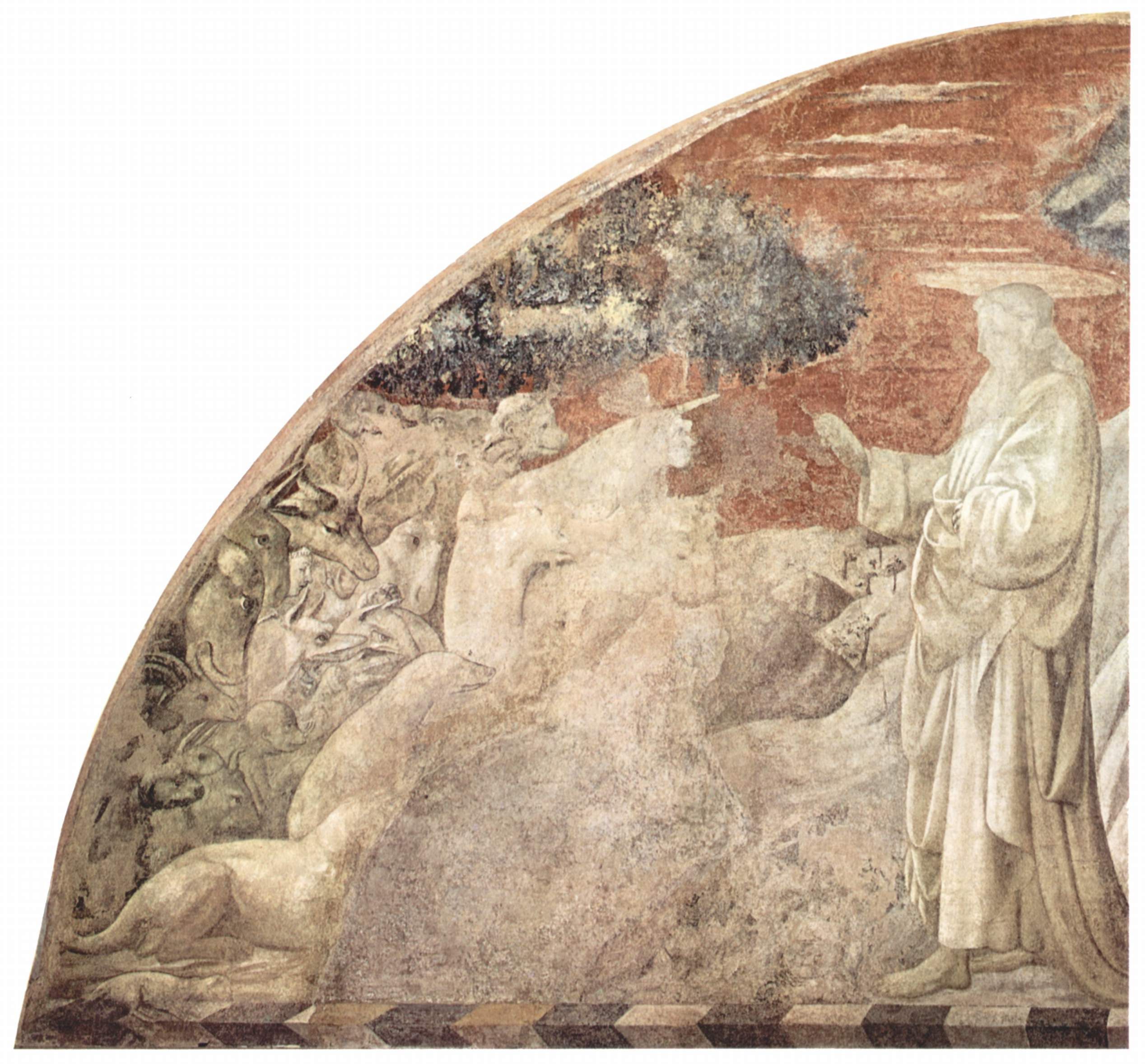
Creazione degli animali

La Creazione e Peccato originale è una coppia di affreschi di Paolo Uccello, realizzati verso il 1420-1425 nel Chiostro Verde di Santa Maria Novella a Firenze. Come gli altri affreschi del chiostro sono a monocromo o "verdeterra" (da cui l'appellativo "Verde" del sito) e sono composti da due episodi sovrapposti: nella lunetta la Creazione degli animali e di Adamo (244×478 cm) e nel riquadro sottostante la Creazione di Eva e il Peccato originale (244×278 cm). Oggi gli affreschi sono staccati e trasportati su tela, anche se sempre collocati nella posizione originaria. 

## Storia
Nel ciclo delle lunette del Chiostro verde, dopo qualche affresco trecentesco isolato, fu stabilito il tema delle Storie della Genesi, al quale lavorarono più artisti a più riprese, tra il 1420 e il 1440. Il primo di loro, come ricordano anche le fonti quattrocentesche, dovrebbe essere stato proprio Paolo Uccello, che avviò da questa lunetta.
Il chiostro venne affrescato con pitture in terra verde (un pigmento a base di ossido di ferro e acido silicico), da cui il nome, nella prima metà del Quattrocento. Restaurato nel 1859, fu danneggiato durante l'alluvione del 1966. Gli affreschi furono quindi tutti staccati, prelevate le sinopie (che oggi sono nei depositi della soprintendenza), e ricollocati nel 1983, anche se per alcune lunette i restauri procedono tutt'oggi.

## Descrizione e stile
Nella lunetta sono rappresentate le due scene della creazione organizzate in maniera speculare, con un unico paesaggio di sfondo, fatto di un paesaggio montuoso punteggiato di alberelli. A sinistra Dio padre sta in piedi e solleva una mano: al suo gesto rispondono una serie di animali che si levano dall'angolo. Vi si vedono, rappresentati in maniera più o meno fedele, cani, scimmie, lepri, bovini e caprini, oltre a un curioso unicorno nella parte più alta. 
A destra Dio prende per un braccio Adamo appena creato, che fa per levarsi da terra dove è sdraiato. L'adattarsi della scena alla forma della lunetta si rifà agli esempi delle porte del battistero di Firenze, mentre la scena della creazione di Adamo sviluppa l'iconografia della rispettiva formella di Andrea Pisano nel campanile di Giotto. La bella resa anatomica del nudo del primo uomo, oppure la pesantezza del panneggio senza fronzoli gotici, si ricollegano ai primi spunti rinascimentali, mediati da figure di transizione come Lorenzo Ghiberti e Masolino. Le grandi aureole scorciate già in prospettiva denotano comunque un'attenzione ai modelli più nuovi dell'arte fiorentina, in particolare verso Masaccio. 
Il riquadro sottostante, pure interessato da un'ampia lacuna nella parte inferiore e da un impoverimento della superficie pittorica, mostra a sinistra la Creazione di Eva e a destra il Peccato originale. Si tratta di scene ambientate nell'idilliaco paradiso terrestre, descritto come un luogo ricco di fiori e alberi da frutto, in cui si affaccia una certa sensibilità decorativa di matrice tardogotica. Sicuramente, nella parte perduta in basso a sinistra, doveva stare Adamo disteso, dalla cui costola spunta Eva per effetto del gesto eloquente del creatore. 
A destra Adamo ed Eva stanno ai lati dell'albero della vita, mentre il serpente con volto di donna vi si attorciglia e guarda Eva intensamente, catturandola col suo sguardo persuasivo. La scena è del tutto compatibile con quella dipinta da Masolino nella cappella Brancacci in quegli stessi anni.